# 페페 (1983년 2월)
케플레르 라베랑 리마 페헤이라, ComM(포르투갈어: Képler Laveran Lima Ferreira, 1983년 2월 26일 ~ )는 약칭 페페(포르투갈어: Pepe 페피 (ˈpɛpi)[*])라고 알려진 포르투갈의 은퇴한 축구 선수로, 포지션은 센터백이다. 동시대 세계 최고의 수비수 중 한 명으로 여겨진다.
프로 데뷔 이후, 그는 마리티무, 포르투를 거쳐 레알 마드리드에 입단했고, 후자의 두 구단에서는 개인적으로, 또 단체로써 큰 성공을 거두었다. 물리적으로 강인하며, 끈질긴 수비수로, 그는 격렬한 수비와 경기장 내에서의 폭력적인 성향으로 알려져 있다.
브라질 태생으로 유년기를 출생지에서 보낸 페페는 포르투갈 대표로 130차례 넘는 경기에 출전했고, 4번의 FIFA 월드컵과 4번의 UEFA 유럽 축구 선수권 대회에 나섰고, UEFA 유로 2016의 우승 주역이었다.

## 클럽 경력

### 마리티무
알라고아스주 마세이오 출신으로, 페페는 인근 구단 코린치앙스 알라고아누에서 축구를 시작했다. 18세의 나이에 그는 동료 에세키아스와 함께 포르투갈로 건너가 마데이라 섬 연고의 마리티무와 계약해, 첫 시즌 대부분을 B팀에서 생활했다.
2002-03 시즌에 러시아 출신의 아나톨리 비쇼베츠 감독이 집권하면서 주 선수단에 합류한 페페는 대부분의 경기에서 출전 기회를 얻었고, 수비형 미드필더를 포함하여 다양한 위치에서 경기를 뛰었다.
2002-03 시즌을 앞두고 페페는 이적을 협상을 허락하는 조건으로 스포르팅 리스본과 2주간 훈련할 수 있는 기회를 잡았다. 그러나, 양 구단은 금전적 이유로 합의를 보지 못해 협상이 결렬되었고, 페페는 원 소속 구단에 돌아와 마리티무가 그 다음 시즌을 6위로 마감하고, UEFA컵 진출을 도왔으며, 30경기에 출격해 1골을 공헌했다.

### 포르투

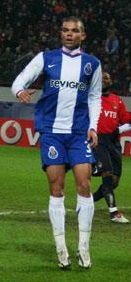
2006년, 포르투의 페페

2004년 여름, 페페는 1부 리그의 거함 포르투와 €1M에 3명의 선수와 같이 계약했다: 에바우두, 앙토니에우통 페헤이라, 그리고 토넬. 계약 조항에 따라 마리티무는 향후 이적에 따라 20%의 이적료를 받을 수 있게 되었다.
페페는 스페인 출신의 빅토르 페르난데스 휘하에 임했던 첫 시즌에 노련한 페드루 에마누엘와 조르즈 코스타, 그리고 다재다능한 수비수 히카르두 코스타에 밀려 주로 벤치를 지켰다. 그러나, 그 다음 시즌, 코 아드리안서 감독의 지도 하에 대도약을 경험했고, 국내 최고의 수비수들 중 한명으로 손꼽혔다: 네덜란드인 감독은 3-4-3의 공격 대형을 선호했고, 브라질 출신은 수비 전담의 역할을 맡겼다. 포르투는 리그를 2회 연속으로 우승했고, 2006년에는 타사 드 포르투갈의 주인공도 되었다.

### 레알 마드리드

#### 2007–08 시즌
2007년 7월 10일, 페페는 €30M에 레알 마드리드와 5년 계약을 맺었다. 2008년 3월 15일, 그는 데포르티보 원정 경기에서 자신의 결승 (자책) 골을 헌납해 0-1로 패했다. 8달 후, 그는 팀동료 하비에르 발보아와의 싸움에 연루되었지만, 수비수는 이어지는 소속 구단의 경기에서 그는 출전했지만 그 측면 미드필더는 그리하지 못했다. 백색 군단 (Los Blancos) 은 결국 라 리가의 정상을 차지했고, 그는 바르셀로나를 상대로 1-0 승리를 견인해 최우수 선수로 선정되었다.

#### 2008–09 시즌
페페는 2008-09 시즌 대부분을 부상으로 나뒹굴었다. 2009년 4월 21일, 그는 헤타페의 하비에르 카스케로와의 싸움에 연루되기도 했다: 2-2로 동률을 이루던 막판에, 그는 페널티 구역에서 미드필더에 걸려 넘어졌고, 즉시 퇴장 명령을 받았다. 그는 이후, 쓰러진 상대를 두번 걷어찼는데, 한번은 정강이에, 한번은 등 아래쪽을 가격했다. 카스케로로부터 끌려가는 과정에, 그는 상대의 머리를 잔디 위로 밀고 몇 차례 짓밟았다. 이 싸움 후, 그는 또다른 상대 선수 후안 앙헬 알빈의 얼굴을 가격했고, 결국 10경기 출장 정지 징계를 받아 남은 시즌 경기에 나가지 못했다.

#### 2009–10 시즌

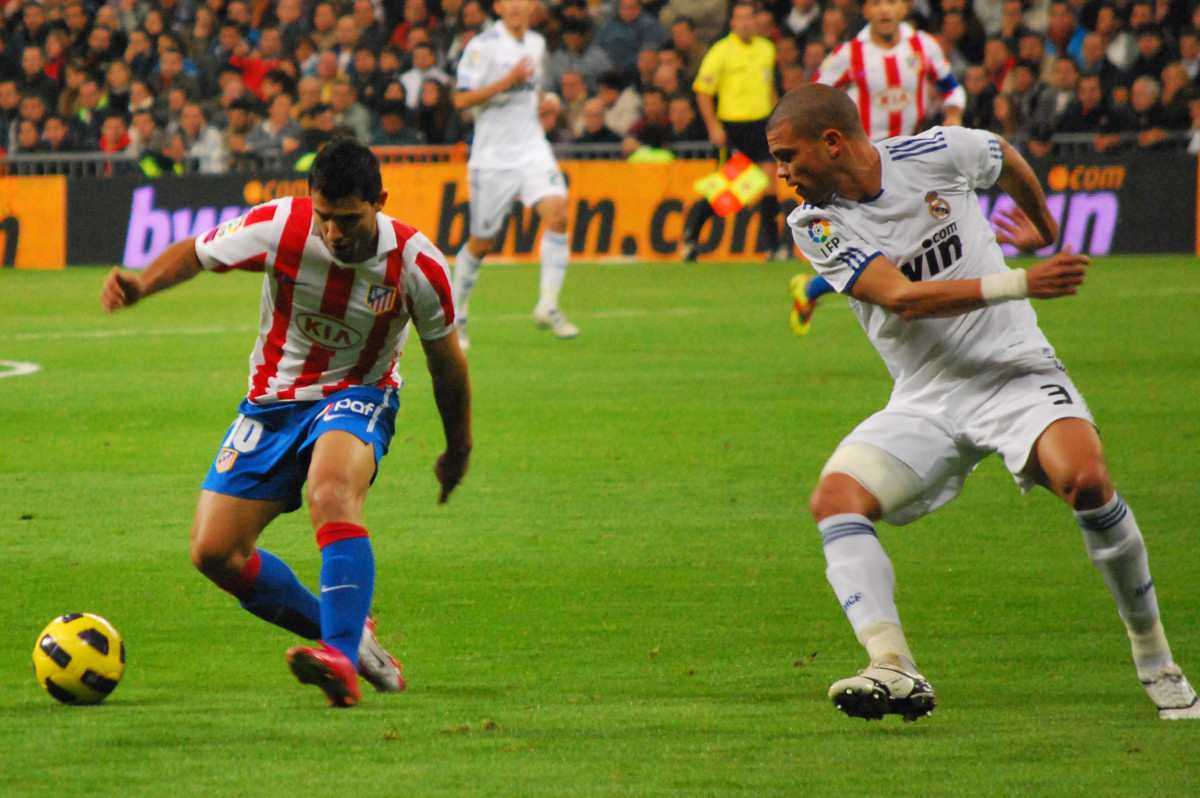
2010년, 아틀레티코 마드리드전에서 세르히오 아궤로를 추적하는 페페

2009-10 시즌, 페페는 징계 기간이 끝나고 주전 지위를 회복했다. 2009년 10월 4일, 그는 세비야와의 에스타디오 라몬 산체스 피스후안 원정 경기에서 구티의 프리킥을 머리로 연결해 시즌 첫 골을 넣었지만 1-2로 졌다. 그러나, 12월 12일, 3-2 승리로 끝난 발렌시아전에서는 전반전 종료를 앞두고 공중 경합 후 부자연스럽게 착지한 후 들것에 실려나갔다. 엑스선 검사 결과 그는 오른쪽 무릎의 전방 십자 인대가 파열된 것으로 밝혀졌다. 그는 시즌의 남은 기간 동안 경기에 나가지 못했고, FIFA 월드컵 출전도 보장 못하게 되었다.

#### 2010–11 시즌
2010-11 시즌, 레알 마드리드에 같은 국적의 히카르두 카르발류와 주제 모리뉴 감독이 합류했고, 그는 카르발류와 중앙 수비를 맡아 리그 최고의 효율적인 수비를 해냈다. 2010년 10월 2일, AS지는 선수가 보스만 판결에 따라 구단을 떠날 것이라는 기사를 실었다: 기사 내용에 따르면, "2007년 레알 마드리드에 입단했을 때, 그는 연봉의 일부를 그가 입단하는데 쓴 거액의 이적료를 메꾸는데 썼다 - 그로 인해 그는 구단으로부터 €1.8M의 연봉을 받아 구단 내 최저 수입을 얻는 선수들 중 하나였다. 또한 그는 몇 차례 부상 (종아리)을 당했고, 계약이 만료되면서, 새 계약서에 서명하기에 이르었고, 그는 2015년까지 구단에 남게 되었다.

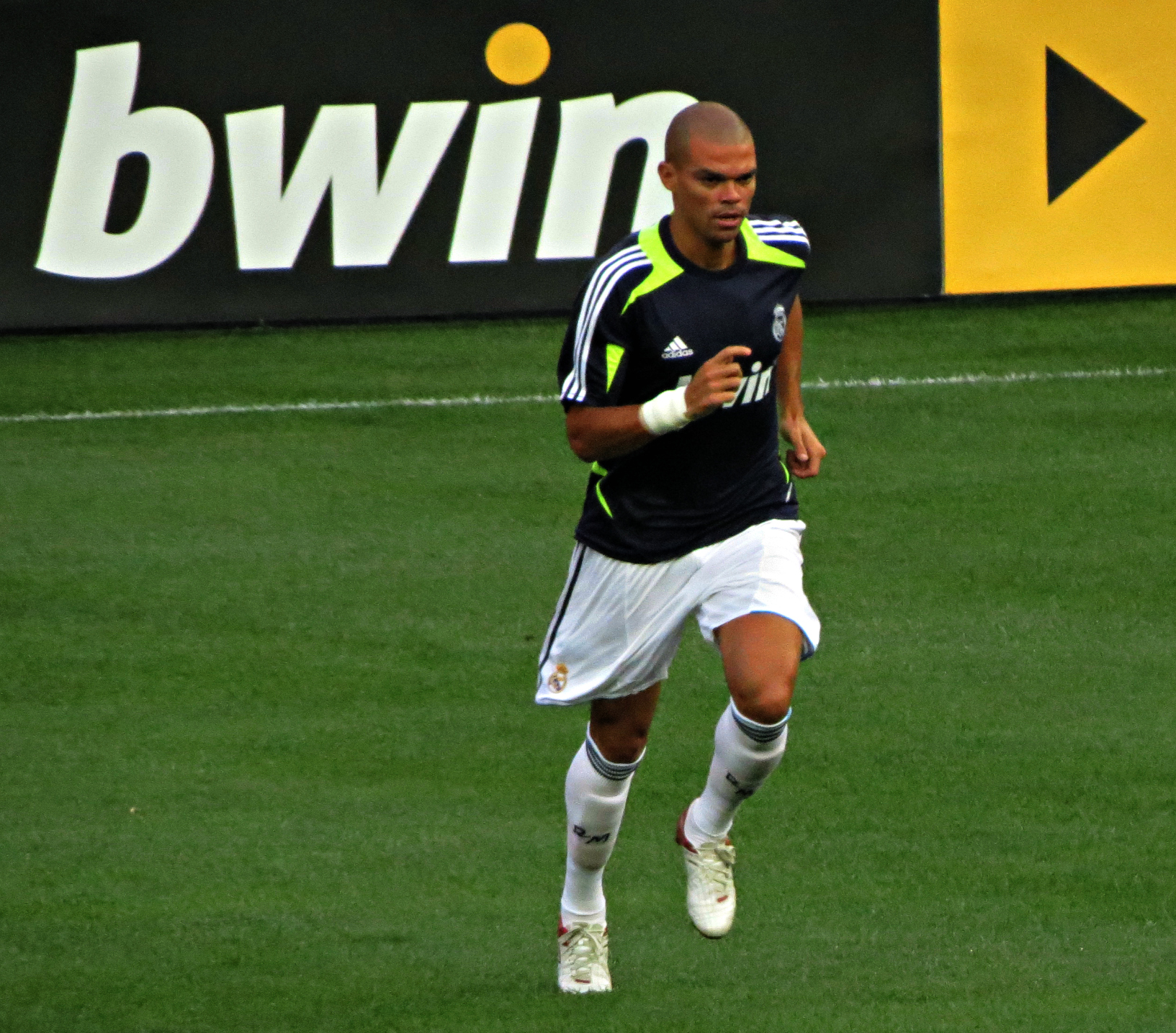
2012년, 레알 마드리드 훈련의 페페.

페페는 시즌 잔여 기간 동안 수비형 미드필더로 배치되었는데, 레알 마드리드는 바르셀로나를 1달도 안되는 기간 동안 4차례 상대했다. 2011년 4월 27일, UEFA 챔피언스리그 준결승 1차전에서 그는 다니 아우베스에게 태클을 가해 퇴장당한 것이 논란의 대상이 되었고, 소속 구단은 홈에서 0-2로 패했다. 비난의 화살은 아우베스를 향했고, 레알 마드리드는 브라질의 측면 수비수가 태클 당한 것을 격렬히 연기했다고 규탄했다. 더 나아가서, 리오 퍼디낸드, 마이클 오언, 그리고 로리 매킬로이는 아우베스의 행위를 비난하는 쪽에 거들었다. 그 다음날, UEFA는 경기에 일어난 몇 가지 사건을 놓고 징계위원회를 열었다. 판결은 8일 뒤에 나왔다: 레드 카드 판정은 번복되지 않았고, 페페는 유럽대항전 1경기 출장 징계를 받아, 캄 노우에서 열릴 2차전 경기에 결장했다.

#### 2011–12 시즌
2011년 7월 12일, 페페는 레알 마드리드와의 계약을 2015-16 시즌까지로 한번 더 연장했다. 오사수나와의 11월 6일 일전에서 그는 팀의 두번째 골을 뽑아 7-1 홈 대승을 도왔다. 2012년 1월 18일, 바르셀로나와의 코파 델 레이 8강전에서 그는 반칙을 당해 땅에 넘어진 리오넬 메시의 손을 밟은 것으로 보고되었다. 이 사태로 그는 스페인 언론의 질타를 받았고, 1-2로 패한 이 경기에서 앞서 세스크 파브레가스와 싸우기도 했지만, 자신은 이 사태를 부인했고, 주심이 보지 못한 이 상황이 "고의가 아니었다."고 표의했다. 1월 23일, 스페인 왕립 축구 협회는 그의 행위에 혐의가 없었다고 판결을 내렸다.
2012년 3월 21일, 페페는 또다른 심오한 사태에 연루되었다. 1-1로 비긴 비야레알 원정 경기에서 그는 경고를 받았고, 레알 마드리드가 9명이 뛰는 가운데, 호세 루이스 파레데스 로메로 주심과 탈의실 구역에서 언쟁을 벌였는데 "이 망할 놈의 소생아!"라고 폭언을 퍼부었다. 이틀 후, 그는 2경기 출장 징계를 받았다.

#### 2012–13 시즌
2012년 8월 19일, 발렌시아와의 리그 개막전 경기에서, 페페는 레알 마드리드 골키퍼 이케르 카시야스와 충돌했는데, 이 경기는 홈에서 동점골을 헌납해 1-1로 비기는 것으로 끝났다. 그는 즉시 병원으로 후송되 주시 대상이 되었지만, 하루만에 퇴원했다.

#### 2015–16 시즌
그는 UEFA 챔피언스리그 2015-16 결승전에 선발로 나서 우승에 공헌했다.

## 국가대표팀 경력

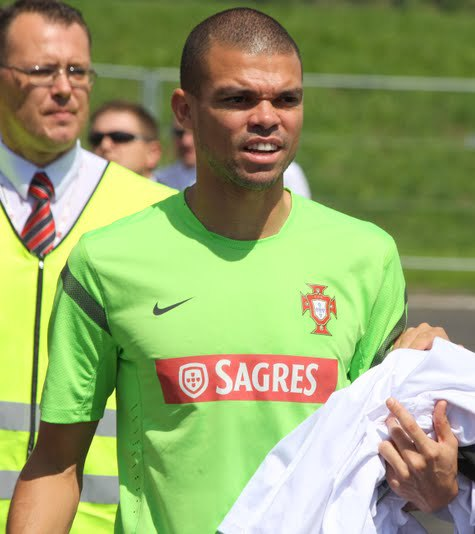
2012년 포르투갈 국가대표팀의 페페

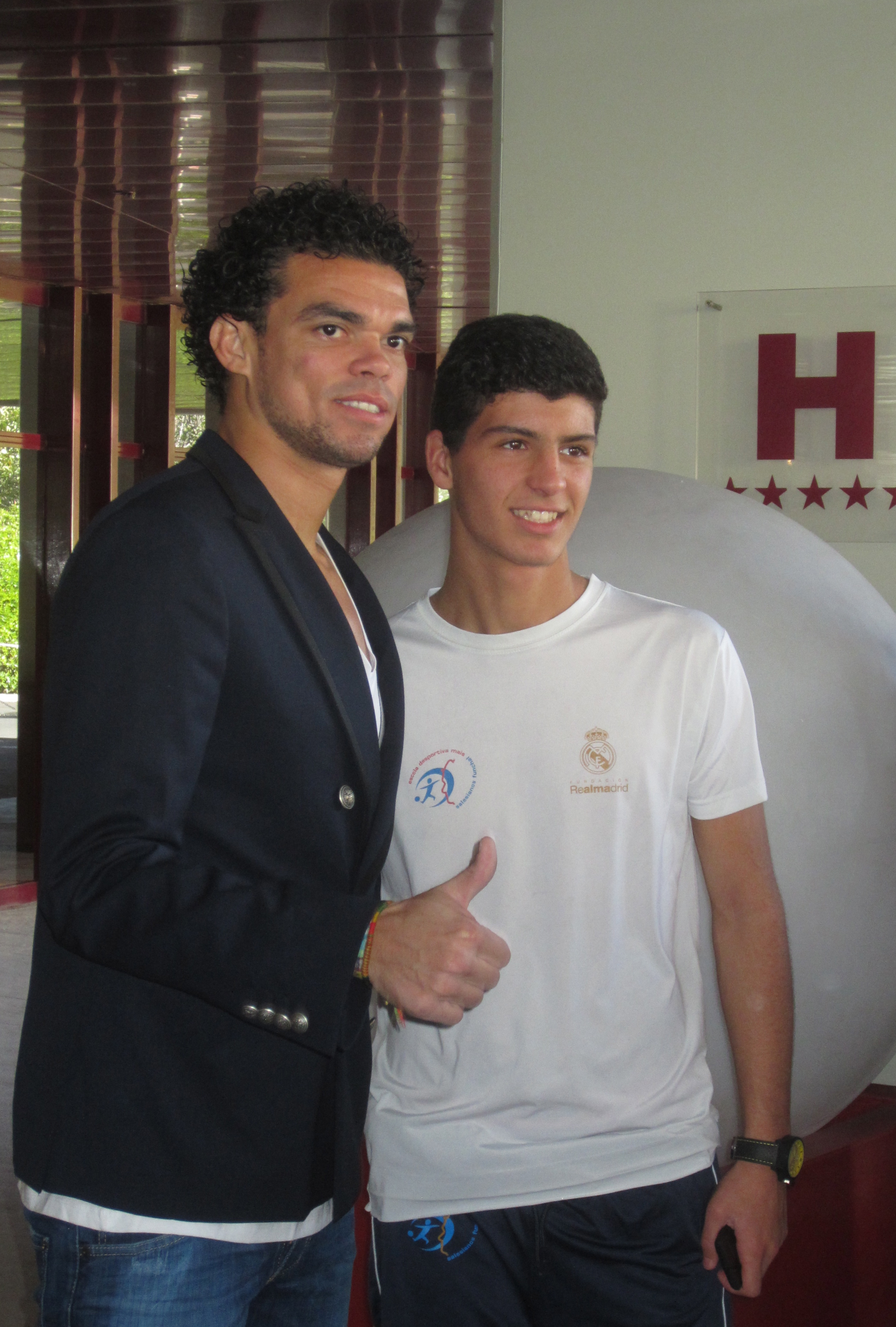
2013년 12월 15일, 푼샬의 크리스티아누 호날두 박물관 개장식의 페페

페페는 조국인 브라질의 청소년 국가대표로 출전한 경험이 없다. 그러나, 페페의 부친에 따르면 2006년에 차출을 놓고 둥가 감독의 제의를 받았지만 거절했고, 포르투갈 시민권을 획득하는 대로 포르투갈 국가대표팀에 합류하겠다고 밝혔다. 그는 2007년 8월에 시민권을 따고 같은달 30일에 폴란드와의 UEFA 유로 2008 예선전을 목적으로 차출되었다. 그는 소속 구단에서의 훈련 도중 부상을 당해 자신의 새 조국 대표로서의 데뷔전을 4달 미루게 되었는데, 그는 핀란드와의 11월 21일 예선 최종전에 나섰고, 포르투갈은 홈에서 0-0으로 비겼다.
대회 본선에서, 페페는 국가대표팀이 참가한 모든 경기에 출전하였고, 2008년 6월 7일, 터키전에서는 한번 득점을 기록해 2-0 승리의 주역이 되었다. 포르투갈은 8강에서 천적 독일에게 패해 탈락했다.

### 2010년 FIFA 월드컵
2010년 FIFA 월드컵의 예선전에서 페페는 카를루스 케이로스 감독에 의해 수비형 미드필더로 주로 기용되었다. 레알 마드리드에서 무릎 중상을 당했지만, 그는 남아프리카 공화국에 열릴 본선에 참가했고, 브라질과의 조별 리그 경기 (0-0 무승부) 와 나중에 우승을 차지하는 스페인과의 16강전 (0-1 패배) 에 나섰다.

### UEFA 유로 2012
UEFA 유로 2012에서도 파울루 벤투 감독의 중용을 받은 페페는 덴마크와의 조별 리그 2차전 경기에서 주앙 모티뉴의 코너킥을 머리로 연결해 선제골을 뽑아냈고, 포르투갈은 경기를 3-2 승리로 마쳤다. 그는 UEFA에 의해 경기 최우수 선수로 뽑혔고, 스페인과의 준결승전에서도 그는 승부차기를 성공시킨 포르투갈의 두 주자들 중 한명이었지만 2-4로 졌다.

### 2014년 FIFA 월드컵
2014년 FIFA 월드컵에서 페페는 독일과의 1차전에서 전반전 막판에 토마스 뮐러의 머리를 박아 퇴장당했고, 경기는 0-4 대패로 끝났다. 당시 뮐러는 바닥에 주저앉았었고, 페페는 뮐러에 다가가 박치기를 했다.

### UEFA 유로 2016
페페는 UEFA 유로 2016 결승전의 최우수 선수로 선정되었는데, 개최국 프랑스와의 연장 혈전 끝에 무실점으로 막아내고 1-0 승리와 국가의 첫 우승을 이끌어냈다.

### 국가대표팀 득점 기록
| #  | 날짜            | 경기장                                       | 상대       | 점수 | 최종결과  | 대회                         |
| -- | --------------- | -------------------------------------------- | ---------- | ---- | --------- | ---------------------------- |
| 1. | 2008년 6월 7일  | 스타드 드 주네브, 제네바, 스위스             | 튀르키예   | 1–0  | 2–0       | UEFA 유로 2008               |
| 2. | 2009년 9월 9일  | 푸슈카시 페렌츠 슈터디온, 부다페스트, 헝가리 | 헝가리     | 0–1  | 0–1       | 2010년 FIFA 월드컵 예선전    |
| 3. | 2012년 6월 13일 | 아레나 리비우, 리비우, 우크라이나            | 덴마크     | 0–1  | 2–3       | UEFA 유로 2012               |
| 4. | 2016년 9월 1일  | 이스타디우 두 베사 XXI, 포르투, 포르투갈     | 지브롤터   | 5–0  | 5–0       | 친선경기                     |
| 5. | 2017년 7월 2일  | 옷크리티예 아레나, 모스크바, 러시아          | 멕시코     | 1–1  | 2–1 (AET) | 2017년 FIFA 컨페더레이션스컵 |
| 6. | 2018년 6월 30일 | 피슈트 올림픽 스타디움, 소치, 러시아         | 우루과이   | 1-1  | 1-2       | 2018 FIFA 월드컵             |
| 7. | 2018년 9월 6일  | 에스타디오 알가르베, 파로, 포르투갈          | 크로아티아 | 1-1  | 1-1       | 친선전                       |
| 8. | 2022년 12월 6일 | 루사일 스타디움, 루사일, 카타르              | 스위스     | 2-0  | 6-1       | 2022 FIFA 월드컵             |

### 2018년 FIFA 월드컵
2018년 FIFA 월드컵에서 포르투갈 국가대표팀은 조예선 1차전 스페인 상대로 크리스티아누 호날두 헤트트릭으로 3:3무승부로 끝나면서 좋은 출발로 올라가면서 16강에 B조 조2위로 진출했다 포르투갈 국가대표팀 16강상대가 A조 1위로 올라온 우루과이였다.초반 7분에 에딘손 카바니에게 골을 허용당하다가 그러다가 후반 55분에 코너킥 상황에 페페의 극적인 헤딩으로 1:1로 따라붙었다. 하지만 포르투갈 국가대표팀은 추가골을 넣지 못하고 후반 62분에 에딘손 카바니 멀티골로 결국에 2:1로 패하면서 16강의 벽을 넘지 못했다.

## 클럽 통계
2024년 6월 30일 기준
| 클럽          | 시즌      | 리그           | 리그 | 리그 | 컵1  | 컵1 | 유럽 | 유럽 | 기타2 | 기타2 | 합계 | 합계 |
| 클럽          | 시즌      | 리그           | 출장 | 골   | 출장 | 골  | 출장 | 골   | 출장  | 골    | 출장 | 골   |
| ------------- | --------- | -------------- | ---- | ---- | ---- | --- | ---- | ---- | ----- | ----- | ---- | ---- |
| 마리티무      | 2001–02   | 프리메이라리가 | 4    | 0    | 0    | 0   | 0    | 0    | 0     | 0     | 4    | 0    |
| 마리티무      | 2002–03   | 프리메이라리가 | 29   | 2    | 1    | 0   | 0    | 0    | 0     | 0     | 30   | 2    |
| 마리티무      | 2003–04   | 프리메이라리가 | 30   | 1    | 1    | 0   | 0    | 0    | 0     | 0     | 31   | 1    |
| 합계          | 합계      | 3시즌          | 63   | 3    | 2    | 0   | 0    | 0    | 0     | 0     | 65   | 3    |
| 포르투        | 2004–05   | 프리메이라리가 | 15   | 1    | 1    | 0   | 5    | 0    | 0     | 0     | 21   | 1    |
| 포르투        | 2005–06   | 프리메이라리가 | 24   | 1    | 4    | 0   | 5    | 2    | 0     | 0     | 33   | 3    |
| 포르투        | 2006–07   | 프리메이라리가 | 25   | 4    | 1    | 0   | 9    | 0    | 0     | 0     | 35   | 4    |
| 합계          | 합계      | 3시즌          | 64   | 6    | 6    | 0   | 19   | 2    | 0     | 0     | 89   | 8    |
| 레알 마드리드 | 2007–08   | 라리가         | 19   | 0    | 3    | 0   | 3    | 0    | 0     | 0     | 25   | 0    |
| 레알 마드리드 | 2008–09   | 라리가         | 26   | 0    | 1    | 0   | 5    | 0    | 0     | 0     | 32   | 0    |
| 레알 마드리드 | 2009–10   | 라리가         | 10   | 1    | 1    | 0   | 6    | 0    | 0     | 0     | 17   | 1    |
| 레알 마드리드 | 2010–11   | 라리가         | 26   | 1    | 4    | 0   | 8    | 0    | 0     | 0     | 38   | 1    |
| 레알 마드리드 | 2011–12   | 라리가         | 29   | 1    | 7    | 0   | 9    | 0    | 0     | 0     | 45   | 1    |
| 레알 마드리드 | 2012–13   | 라리가         | 28   | 1    | 3    | 0   | 11   | 1    | 0     | 0     | 42   | 2    |
| 레알 마드리드 | 2013–14   | 라리가         | 30   | 4    | 7    | 1   | 11   | 0    | 0     | 0     | 48   | 5    |
| 레알 마드리드 | 2014–15   | 라리가         | 27   | 2    | 2    | 0   | 6    | 0    | 3     | 0     | 38   | 2    |
| 레알 마드리드 | 2015–16   | 라리가         | 21   | 1    | 1    | 0   | 9    | 0    | —     | —     | 31   | 1    |
| 레알 마드리드 | 2016–17   | 라리가         | 13   | 2    | 2    | 0   | 3    | 0    | 0     | 0     | 18   | 2    |
| 합계          | 합계      | 10시즌         | 229  | 13   | 31   | 1   | 71   | 1    | 3     | 0     | 334  | 15   |
| 베식타스      | 2017-18   | 쉬페르리그     | 23   | 2    | 5    | 0   | 6    | 0    | 1     | 0     | 35   | 2    |
| 베식타스      | 2018-19   | 쉬페르리그     | 10   | 3    | 0    | 0   | 7    | 2    | -     | -     | 17   | 5    |
| 합계          | 합계      | 1.5시즌        | 33   | 5    | 5    | 0   | 13   | 2    | 1     | 0     | 52   | 7    |
| 포르투        | 2018-19   | 프리메이라리가 | 13   | 2    | 3    | 0   | 3    | 0    | 2     | 0     | 21   | 2    |
| 포르투        | 2019-20   | 프리메이라리가 | 25   | 1    | 2    | 0   | 9    | 0    | 1     | 0     | 37   | 1    |
| 포르투        | 2020-21   | 프리메이라리가 | 27   | 2    | 4    | 0   | 6    | 0    | 3     | 0     | 40   | 2    |
| 포르투        | 2021-22   | 프리메이라리가 | 21   | 1    | 3    | 0   | 9    | 0    | 0     | 0     | 33   | 1    |
| 포르투        | 2022-23   | 프리메이라리가 | 24   | 0    | 5    | 0   | 4    | 0    | 3     | 0     | 36   | 0    |
| 포르투        | 2023-24   | 프리메이라리가 | 22   | 1    | 4    | 0   | 7    | 2    | 1     | 0     | 34   | 3    |
| 합계          | 합계      | 5.5시즌        | 132  | 7    | 21   | 0   | 38   | 2    | 10    | 0     | 201  | 9    |
| 경력 합계     | 경력 합계 | 24시즌         | 521  | 34   | 56   | 1   | 140  | 7    | 23    | 0     | 742  | 42   |

1 코파 델 레이, 타사 데 포르투갈, 타사 다 리가 포함
2 UEFA 슈퍼컵 및 FIFA 클럽 월드컵, 수페르코파 데 에스파냐, 수페르타사 칸디두 데 올리베이라 포함

## 수상

#### 포르투[47]
- 프리메이라리가 : 2005–06, 2006–07, 2019-20, 2021-22
- 타사 드 포르투갈 : 2005–06, 2019–20, 2021–22, 2022–23, 2023-24
- 타사 다 리가 : 2022-23
- 수페르타사 칸디두 드 올리베이라 : 2006, 2020, 2022
- 인터콘티넨털컵 : 2004

#### 레알 마드리드[47]
- 라리가 : 2007–08, 2011–12, 2016–17
- 국왕컵 : 2010–11, 2013–14
- 수페르코파 데 에스파냐 : 2008, 2012
- UEFA 챔피언스리그 : 2013–14, 2015–16, 2016–17
- UEFA 슈퍼컵 : 2014
- FIFA 클럽 월드컵 : 2014, 2016

#### 포르투갈[47]
- UEFA 유로 : 2016
- UEFA 네이션스리그 : 2018-19

### 개인
- UEFA 유로 대회 베스트 : 2008, 2012, 2016[48]
- UEFA 유로 2016 결승전 MoM : vs. 프랑스
- UEFA 챔피언스리그 시즌의 스쿼드 : 2013–14
- 프리메이라리가 올해의 팀 : 2019-20, 2020-21, 2021-22, 2022-23
- 프리메이라리가 이 달의 수비수 : 2020년 10월, 2020년 11월, 2023년 4월
- 쉬페르 리그 올해의 팀 : 2017-18
- 쉬페르 리그 올해의 수비수 : 2017-18
- ESM 올해의 팀 : 2013–14
- CNID 포르투갈 올해의 해외 운동선수 : 2014
- 퀴나스 지 오우루 어워드 - 최우수 해외 선수 : 2020

#### 서훈
- 포르투갈 공화국 공로장 (Commander) : 2017

## 같이 보기
- A매치 100경기 이상 출전한 축구 선수 명단